# 品川宿

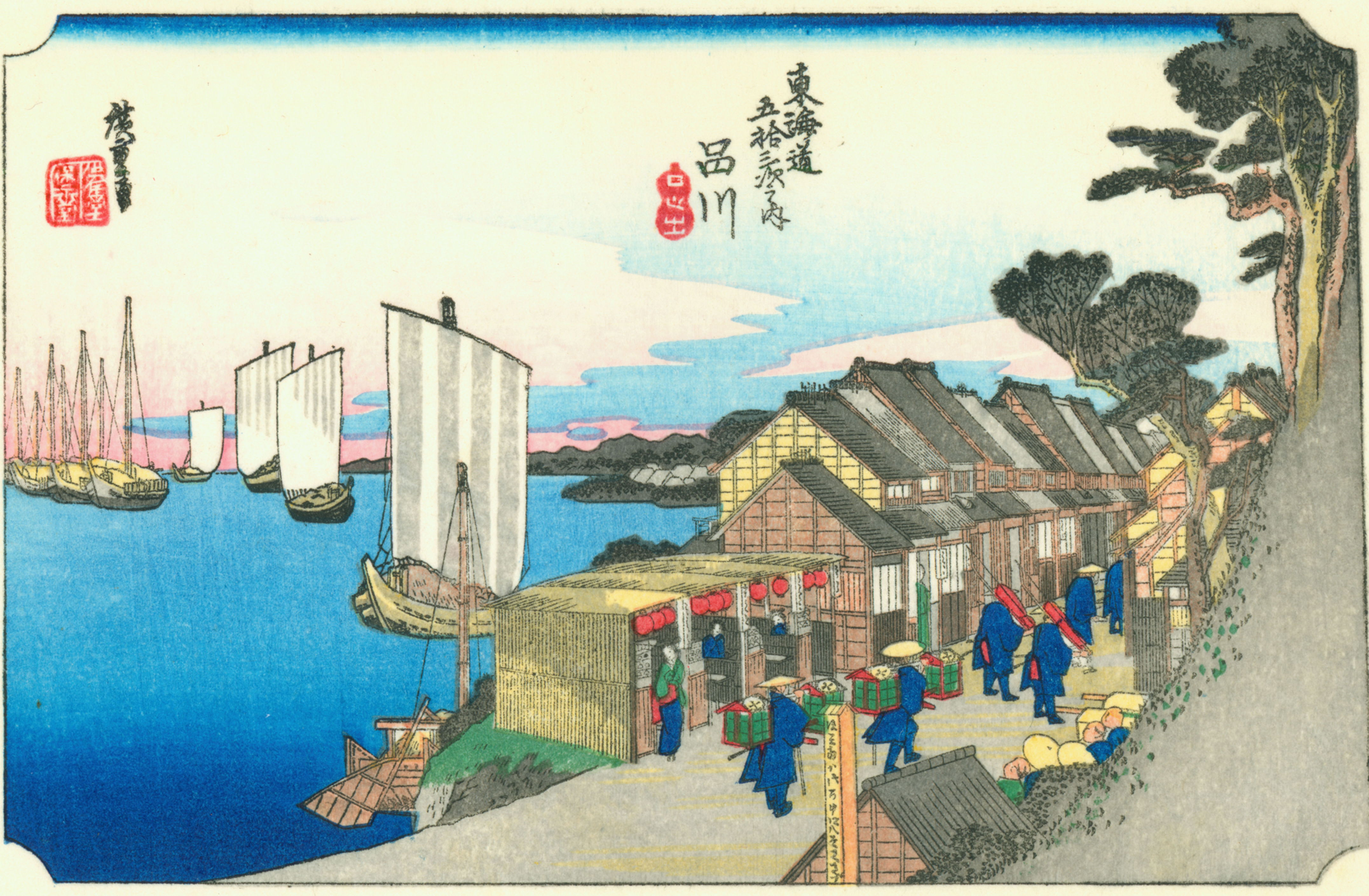
「品川 日之出」
歌川廣重所繪浮世繪圖集《東海道五十三次》其中的一幅，描寫大名的隊伍通過御殿山 (品川區)山麓的景象。

品川宿（日语：品川宿）是日本江戶時代的驛道——東海道——沿線的宿場之一，名列東海道五十三次之首，也是東海道位於武藏國境內的四個宿場之一。品川宿與中山道的板橋宿，甲州街道的內藤新宿，日光街道、奧州街道的千住宿等四個最靠近江戶的宿場，合稱為「江戶四宿」。

## 簡介
品川宿是1601年（慶長6年）時，在江戶地區中世紀以來就存在的港市、品川湊附近所設置的宿場，分為北宿、南宿與新宿等幾個區域，大致位於今日東京都品川區境內、京濱急行電鐵所屬的北品川至青物橫丁之間與周遭的廣闊區域。以目黑川為界，分為北岸的北品川，與南岸的南品川。

## 鄰近宿場
江戶（日本橋）- 品川宿 - 川崎宿